# Wirtschaftliche Forschungsgesellschaft
Die Wirtschaftliche Forschungsgesellschaft mbH (kurz WiFo) war eine 1934 in Berlin durch das Reichswirtschaftsministerium gegründete Tarnfirma, welche für die Beschaffung, Lagerung und Herstellung von kriegswichtigen Rohstoffen zuständig war und damit die Logistik der Wehrmacht sicherstellen sollte. Ihre Hauptaufgabe bestand in der Errichtung von geheimen Großtanklagern, darüber hinaus war sie für den Betrieb von
 Mineralölkesselwagen, Tankschiffen, den Ausbau von Transportstrecken und den Betrieb von Werken zur Chemiegrundstoffherstellung wie beispielsweise Salpetersäure zuständig. Die WiFo existierte nach dem Krieg weiter und löste sich dann bis zum Jahre 1970 selbst auf, wobei die Nachfolgeunternehmen heute privatisiert sind.

## Geschichte

### Hintergrund
Ein wichtiger Faktor bei der deutschen Wiederaufrüstung war die Versorgung einer modernen und motorisierten Streitmacht mit Treibstoff, welche im Falle eines Krieges aufgrund der zu erwartenden Blockade nicht auf Importe gestützt werden konnte. Deswegen beabsichtigte Wirtschaftsminister Hjalmar Schacht die Anlegung großer Treibstoff-Vorräte, welche durch die Einfuhr aus den rumänischen Ölabbau-Gebieten und der Herstellung synthetischen Benzins gewonnen werden sollten. Nachdem sich sowohl deutsche Unternehmen als auch die Royal Dutch Shell nicht für Bau und Finanzierung von Großtanklagern gewinnen ließen, gründete die Reichsregierung eine eigene Zweckgesellschaft, um Kraftstoffreserven einlagern zu können.

### Organisation
Um die Rüstungsvorbereitungen zu verschleiern, wurde am 24. August 1934 unter harmlos klingender Bezeichnung die Wirtschaftliche Forschungsgesellschaft mbH (WiFo) mit Hauptsitz in Berlin gegründet. Laut Handelsregister lautete der Geschäftszweck „Errichtung und Unterhaltung von Unternehmen und Betrieben der Industrie, des Handels und des Handwerks, insbesondere Errichtung und Unterhaltung von Versuchs- und Forschungsanlagen zwecks Förderung der genannten Wirtschaftszweige.“ Offiziell war die WiFo eine Gründung der Deutschen Gesellschaft für öffentliche Arbeiten „Öffa“ (80 %) und der I.G. Farben (20 %), wobei die Öffa jedoch zu hundert Prozent eine Tochter des Reichswirtschaftsministeriums war. Die I.G. Farben stieß ihren Geschäftsanteil jedoch schon 1935 an die – zu 83 % dem Wirtschaftsministerium gehörende – Deutsche Bau- und Bodenbank AG ab, nachdem mit der Einführung der allgemeinen Wehrpflicht die Notwendigkeit zur Verschleierung von Kriegsvorbereitungen weitgehend entfallen war. Die WiFo stand somit unter dem Befehl des Reichswirtschaftsministeriums, jedoch gehen Chronisten der Nachfolgegesellschaft VTG davon aus, dass die Gründung auf Bestreben des Reichswehrministeriums veranlasst wurde. Im August 1942 wurden alle Geschäftsanteile an das Deutsche Reich übertragen und das Treuhandverhältnis zur WiFo gelöst, die fortan eigenständig arbeitete. Lediglich die kleinen Heeres-Tanklager verblieben im Eigentum des Reiches, wurden aber von der WiFo verwaltet.
1942 beschäftigte die WiFo fast 10.000 Mitarbeiter, für die meist eigene Siedlungen in der Nähe der Tanklager gebaut wurden, und unterhielt an mehreren Standorten eigene Barackenlager für Zwangsarbeiter und Kriegsgefangene.

## Tanklager

### Großtanklager
Geplant waren zunächst zehn geschützte und unterirdisch angelegte Großtanklager mit einem jeweiligen Fassungsvermögen zwischen 100.000 und 200.000 Kubikmetern als nationale Kraftstoffreserve für Heer und Luftwaffe. Die Standorte sollten verkehrsgünstig an Bahnstrecken und Wasserstraßen, nicht aber in der Nähe von dichtbesiedelten Ballungsräumen oder Grenzgebieten liegen. Der kriegswirtschaftliche Zweck der Großtanklager war eindeutig.
Größtenteils 1936 begannen die Arbeiten auf den meisten Baustellen gleichzeitig, wobei es einen Standardbauplan für alle Tanklager gab. Da es bis dahin keine Erfahrungen mit der Konstruktion von unterirdischen Großtanklagern gab, galt deren Bau als Pionierleistung. Als Bauträger fungierten hauptsächlich die damaligen Großunternehmen Philipp Holzmann sowie Dyckerhoff & Widmann. Die Tanklager bestanden aus einzelnen, mit Stahlbeton ummantelten Großtanks mit jeweils 3333 Kubikmeter, welche meistens in Zehnergruppen über Pipelines verbunden waren und mindestens zwei Meter unter der Erde lagen. Im späteren Verlauf ging man dazu über, fünf Behälter mit je 4000 Kubikmeter in einen Block zusammenzufassen, wodurch bei gleichzeitiger Kapazitätserhöhung und besserem Schutz Beton und Stahl eingespart werden konnte. Daneben besaß ein Tanklager eine umfangreiche Infrastruktur wie Rangieranlagen, Lokschuppen, Pumpstationen, Kesselhäuser, Abfüllanlagen, Werkstätten, Großlabore, Feuerwehren, Wachstationen und Verwaltungsgebäude, so dass jedes Lager einen Arbeitskräftebedarf zwischen 300 und 400 Mann hatte.
Die Gesamtkapazität der Tanklager betrug 1,5 Millionen Kubikmeter für Kraftstoffe und 100.000 Kubikmeter Schmierstoffe; sie wurden dort zum Teil auch veredelt, gemischt und in Fässer und Kleingebinde abgefüllt. Ende 1938 betrugen die Mineralölvorräte der WiFo fast 800.000 Tonnen. Von den zehn Großtanklagern verfügten im September 1939 die meisten bereits über erhebliche Kapazitäten:
| Lage                                | Tarnname   | Gesamtkapazität in m³ | Bemerkungen |
| Bremen-Farge                        | Wasserberg | 320.000               | Aktiver Betrieb bis 2015 |
| Staßfurt                            | Bela       | 220.000               | Nach Kriegsende gesprengt |
| Hniewitz bei Raudnitz/Sudetenland   | ?          | 200.000               | Lager sollte über eine Pipeline mit dem Tanklager Wien-Lobau verbunden werden, was aber nicht mehr realisiert wurde. Nach Kriegsende gesprengt                              |
| Hitzacker                           | Hellberg   | 150.000               | Durch Luftangriffe 1945 stark beschädigt. Bis 1948 gesprengt und demontiert.                                                                                                |
| Wien-Lobau                          | ?          | 150.000               | Gebiet liegt heute in Österreich. Nach Kriegsende gesprengt |
| Derben                              | Löwenberg  | 120.000               | Nach Kriegsende gesprengt |
| Nienburg                            | Kuhberg    | 110.000               | 1945 bombardiert; danach von der brit. Armee, später von der Bundeswehr genutzt. Nur noch ein kleiner Teil des Lagers vorhanden, der von einer privaten Firma genutzt wird. |
| Krailling                           | Münchberg  | 110.000               | Noch im aktiven Betrieb |
| Oberhausen bei Neuburg an der Donau | Buchenberg | 106.000               | Von der Besatzungsmacht angeordnete Sprengung konnte mehrmals abgewendet werden. Tanklager noch im aktiven Betrieb.                                                         |
| Drugehnen/Samland in Ostpreußen     | Hegeberg   | 100.000               | Lage in der heutigen Oblast Kaliningrad Tanklager nach Kriegsende gesprengt                                                                                                 |

Nach dem Anschluss Österreichs sollte der Ölhafen Lobau ein zentraler Stützpunkt für eine Logistikachse vom Schwarzen Meer bis an die Ostsee werden. Für diese Zwecke entstand ab 1939 an einer Biegung der Donau am Abzweig zu dem zeitgleich begonnenen Bau des Donau-Oder-Kanals in Wien ein Großtanklager der WiFo zur Lagerung des über die Donau aus Rumänien transportierten Erdöls sowie für das in der Raffinerie Lobau verarbeitete Erdöl aus Zistersdorf.
Zu Kriegsbeginn waren die Großtanklager der Wifo zu 80 Prozent gefüllt. Bis Ende 1941 sank der Gesamtbestand auf nur noch 13 Prozent ab. Trotzdem herrschte in den Lagern reger Betrieb, da die hochwertigen Flugkraftstoffe nicht aus den Raffinerien kamen, sondern in allen der zehn Lager aus Treibstoffen und Additiven zusammengemischt wurden. Aus diesem Grund besaßen die Lager von der Wifo eigens entwickelte Tanks mit Mischanlagen. Die Luftwaffe bezog 90 % ihres Treibstoffbedarfs aus diesen Lagern.
Neben dem Hauptabnehmer Luftwaffe fand eine Treibstoff-Aufbereitung auch für das Heer statt, so dass aufgrund der unterschiedlichen Qualitätsmerkmale der angelieferten Ölsorten eine Vielzahl von Benzinen gelagert wurde. So befanden sich beispielsweise im Tanklager Hitzacker u. a. drei Arten aliphatischer Benzine, acht Benzine mit niedrigem Aromatengehalt, sechs Benzine mit hohem Aromatengehalt, vier Sorten schwere und drei Sorten leichte Öle. Infolgedessen wurde dem jeweiligen Standort-Labor eine hohe Bedeutung zugemessen.

### Weitere WiFo-Tanklager
Eine zuverlässig belegte Zusammenstellung aller von der WiFo verwalteten Anlagen ist nicht greifbar. Neben den Großtanklagern betrieb die Wifo noch elf kleine, oberirdische Heerestanklager, welche eine Gesamtkapazität von 78.500 Kubikmeter besaßen. Eine zufällige und unvollständige Auswahl von Standorten wird nachfolgend aufgelistet:
- Heeres-Tanklager Heiligenstadt („Heiligau“) in Thüringen[18], die Bauarbeiten dauerten von 1937 bis 1942.
- Heeres-Tanklager Ebrach („Eberau“) in der Nähe von Schweinfurt. Im Schmerber Grund bei Ebrach entstand ab 1935 das Heeres-Tanklager Nr. 4[19]
- Heeres-Tanklager Eickeloh („Rodenau“) in Niedersachsen[20]
- Heeres-Tanklager Amstetten (Württemberg) („Ammenau“) in Baden-Württemberg[21]
- Ein WiFo-Treibstoff- und Chemikalienlager in der Stollenanlage im Kohnstein bei Nordhausen wurde 1943 zugunsten der Einrichtung einer unterirdischen Raketenfabrik („Mittelwerk“) aufgelassen.[22]
- Tanklager Herbram-Wald[23] bei Lichtenau
- Tanklager bei Münchenbernsdorf („Sonnentau“) in Thüringen. Das ab 1938 gebaute unterirdische Tanklager wurde im April 1945 bombardiert.[24] Nach 1945 bis 1992/93 wurde das Areal von der Roten Armee weitergenutzt.
- Tanklager Rüthen[25] bei Soest
- Lufttanklager Ehmen[26] im Westen von Wolfsburg
- Lufttanklager 2/VI bei Preußisch Oldendorf

## Transporte
Neben dem Bau von Tanklagern entwickelte sich – anfangs aus der Notwendigkeit heraus – mit dem Transport von Öl- und Chemieprodukten ein weiteres wichtiges Geschäftsfeld der Wifo. Zu Beginn dieser Tätigkeit im Jahre 1936 lieh sich die Wifo noch 130 Kesselwagen von der Eisenbahn-Verkehrsmittel AG aus, ehe sie im darauffolgenden Jahr die ersten eigenen Waggons einsetzte. Im Laufe der Zeit produzierte und mietete die Wifo eine immer größer werdende Flotte, so dass sich im Jahre 1942, dem Zeitpunkt der größten deutschen Machtausdehnung, über 38.000 Bahn-Kesselwagen und 35 Tank-Binnenschiffe in ihrem Besitz befanden. Die immer mehr eigenständige „Hauptabteilung Transport“ lagerte ihren Sitz 1943 vom bombengefährdeten Berlin in die Verwaltungsgebäude des bayerischen Großtanklagers Neuburg an der Donau aus, wo nach dem Krieg eine Zentralwerkstätte für Waggons des langsam wiedererrichteten Transportgeschäftes entstand.

## Nach Kriegsende
Nach dem Zweiten Weltkrieg wurden die meisten Groß-Tanklager geschleift; die anderen zeitweilig von den Alliierten genutzt. Der Hauptsitz der Wifo in Berlin wurde aufgelöst und ein – anfangs kleines – Behelfsbüro in der zum Tanklager Krailling gehörenden Wifo-Siedlung eingerichtet, von wo aus sich ein immer mehr expandierender Betrieb von Chemie- und Treibstofftransporten entwickelte. Kurz vor der Währungsreform im Jahre 1948 besaß die Wifo 1200 Kesselwagen und hatte 42 Mitarbeiter. Die Wifo-Führung beschloss im Jahre 1951 die Selbstliquidierung, so dass das unter diesem Namen geführte Unternehmen endgültig bis zum Jahre 1969 aufgelöst wurde. Ab 1951 entstanden aus der Wifo drei Folgeunternehmen:
- Wifo i.L.: Die „Wifo in Liquidation“ genannte und in einem eigens gebauten Bürogebäude in München befindliche Firma verwaltete die Wifo-eigenen Liegenschaften und wurde nach der 1969 endenden Geschäftstätigkeit endgültig im Jahre 1970 aus dem Handelsregister gestrichen.

- Industrie-Verwaltungs-Gesellschaft (IVG): Die IVG entstand als staatliche Holding in Bad Godesberg und betrieb nach der Rückgabe der Besatzungsmächte neben zwei ehemaligen Wifo-Chemiebetrieben die letzten drei intakt gebliebenen Groß-Tanklager. Im Kalten Krieg war die IVG für die Treibstoffversorgung der Bundeswehr zuständig. Nach der Wiedervereinigung wurde die IVG vollständig privatisiert. Die drei noch bestehenden und teilweise an das NATO-Pipelinesystem CEPS angeschlossenen Tanklager werden heute jeweils von privaten Investorgesellschaften gepachtet.

- Vereinigte Tanklager Transportmittel GmbH (VTG): Derzeit Europas größte Eisenbahnwaggon-Flotte war zu Beginn eine hundertprozentige Tochter der IVG, wurde jedoch nach Regeln der Privatwirtschaft geführt. Die VTG übernahm einen Großteil der Kesselwagen und Tankschiffe und verwaltete kurzzeitig auch für den Mutterkonzern IVG dessen Großtanklager. Im Jahre 1962 erfolgte die Privatisierung durch den Verkauf der VTG an die Preussag.